# اوسترووانکی
اوسترووانکی (به چکی: Ostrovánky) یک منطقهٔ مسکونی در جمهوری چک است که در ناحیه هودونین واقع شده‌است. اوسترووانکی ۱٫۶۳ کیلومتر مربع مساحت و ۲۳۴ نفر جمعیت دارد و ۳۰۹ متر بالاتر از سطح دریا واقع شده‌است.